# Arsenur d'indi
L'arsenur d'indi, InAs, o monoarsenur d'indi, és un semiconductor de banda estreta compost per indi i arsènic. Té l'aspecte de cristalls cúbics grisos amb un punt de fusió de 942 °C.
L'arsenur d'indi és similar en propietats a l'arsenur de gal·li i és un material de banda intercalada directa, amb un interval de banda de 0,35 eV a temperatura ambient.

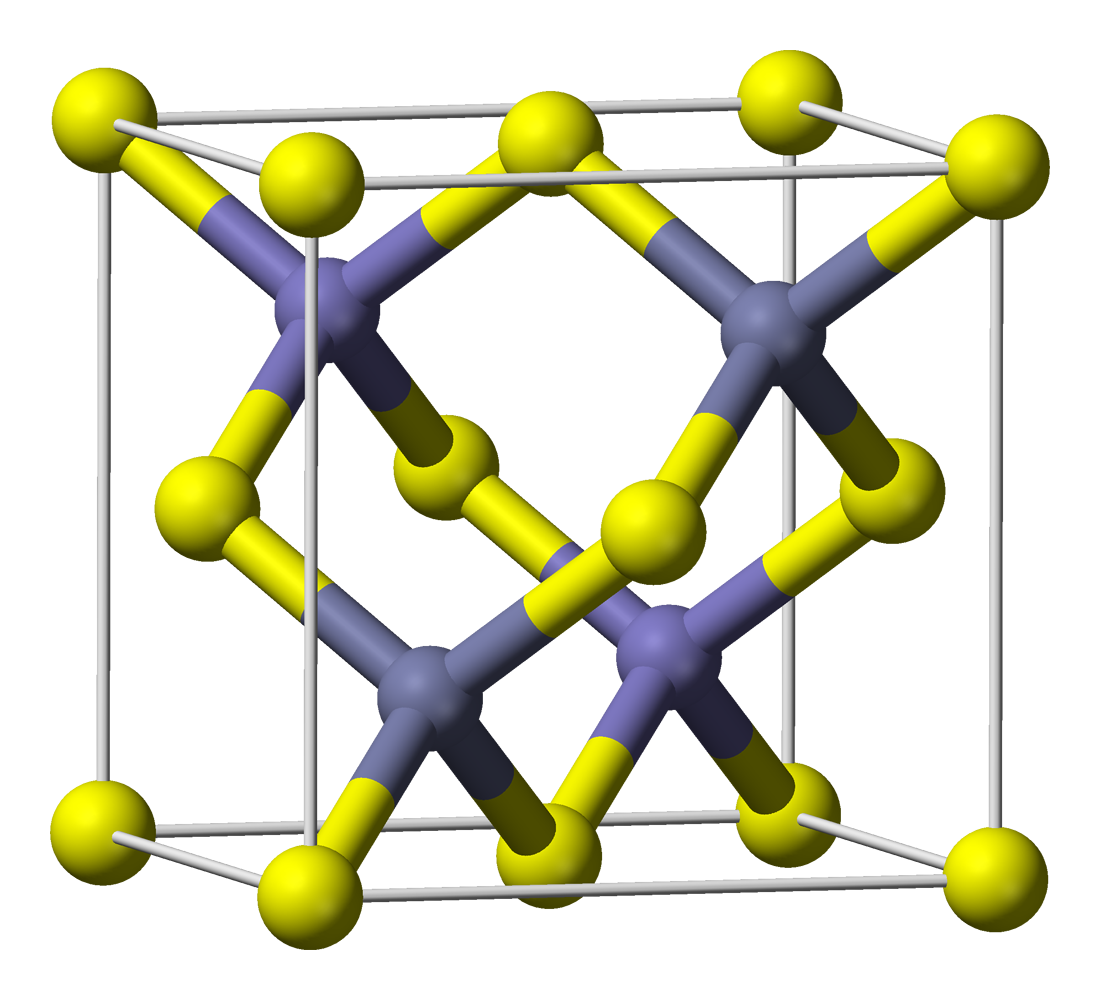
Estructura cristal·lina de l'InAs

L'arseniur d'indi s'utilitza per a la construcció de detectors d'infrarojos, per al rang de longitud d'ona d'1 a 3,8 µm. Els detectors solen ser fotodíodes fotovoltaics. Els detectors refrigerats criogènicament tenen un soroll més baix, però els detectors InAs també es poden utilitzar en aplicacions de major potència a temperatura ambient. L'arseniur d'indi també s'utilitza per a la fabricació de làsers de díode.
L'InAs és ben conegut per la seva alta mobilitat d'electrons i la seva estreta banda d'energia. S'utilitza àmpliament com a font de radiació de terahertzs, ja que és un potent emissor foto-Dember.